# Joy Mogensen
Joy Mogensen, född 11 augusti 1980 i Toronto, Kanada är en dansk politiker (Socialdemokratiet). Mogensen var borgmästare i Roskilde kommun mellan 2011 och 2019.
Hon var mellan 2019 och 2021 kyrko- och kulturminister i Regeringen Frederiksen I.
Mogensen tillkännagav 15 augusti 2021 på Facebook, att hon meddelat Mette Frederiksen (statsministern), att hon önskade lämna sin post som kultur- och kirkeminister, då hon var "løbet tør for overskud". Ane Halsboe-Jørgensen övertog posten som kultur- och kyrkominister från Mogensen 16 augusti 2021. Mogensen meddelande också att hon lämnade dansk politik - åtminstone tills vidare.

## Bakgrund och privatliv
Mogensen växte upp i Ringsted, men är född i Toronto, Kanada, då familjen var utstationerad där för företaget Plastmo. Som barn led hon av ledgångsreumatism, som hon blivit botad från då hon var 11 år. Hon gick med i Danmarks Socialdemokratiske Ungdom före valet 1998.
Joy Mogensen har tidigare bott tillsammans med Tejs Laustsen Jensen, som var assistent till Poul Nyrup Rasmussen och socialdemokratisk folketingskandidat i Solrød.
Våren 2019 blev Joy Mogensen gravid med en okänd spermadonator. Mogensen tog tjänstledigt från sin post som borgmästare och senare som kultur- och kyrkominister. I ett pressmeddelande från statsministeriet tillkännagavs, att läkarna innan födseln kunde konstatera att barnet dött. Mogensen skrev senare om förlusten av barnet, namngett Sarah, i en längre facebookuppdatering. Den 12 juli 2021 skrev Mogensen i en ny facebookuppdatering att hon blivit gravid igen med förväntad förlossning vid årsskiftet. Liksom vid Mogensens första graviditet, blev den andra graviditeten startad genom konstgjord befruktning. Mogensen födde den 17 december 2021 en välskapt son.

### Utbildning och jobb
Mogensen var elev vid Sorø akademi och tog kandidatexamen i kultur- och språkmötensstudier vid Roskilde universitet. Senare har Mogensen tagit en mastersexamen i modern kultur och kulturförmedling från Köpenhamns universitet. Mogensen har arbetat som konsult för Rambøll och Teknologisk Institut.

## Politisk karriär

### Borgmästare
Joy Mogensen valdes in i kommunfullmäktige ("byrådet") i Roskilde 2005, där hon var viceborgmästare och senare gruppledare, ordförande för förebyggnads- och socialutskottet och ledamot i ekonomiskottet. Hon avlöste partikamraten Poul Lindor Nielsen som borgmästare. Borgmästarskiftet blev formellt bekräftat vid fullmäktigemötet den 25 maj 2011. Borgmästarskiftet var förväntat och dels av det konstitueringsavtal som skrevs efter kommunalvalet 2009, men tidpunkten var tidigare okänd. Den avgående borgmästaren fortsatte som ledamot perioden ut.
Vid kommunalvalet 2017 fick Joy Mogensen 14 961 personröster, vilket var det femte högsta antal personröster bland samtliga kandidater i valet i Danmark.

### Kultur- och kyrkominister
Joy Mogensen tillträdde som kultur- och kyrkominister i Regeringen Mette Frederiksen den 27 juni 2019. Då Joy Mogensen gick på föräldraledighet 4 oktober 2019, fungerade Rasmus Prehn (dåvarande ministern for utvecklingssamarbete) som vikarie på kulturområdet och transportminister Benny Engelbrecht som vikarie på kyrkoområdet.
Mogensen fick kritik för hur förhandlingarna av hjälppaket till kulturlivet i samband med coronaviruspandemin 2020 genomfördes.  Radikale Venstres kulturtalesperson, Zenia Stampe, uttalade t.ex.: “Vi har mistet tilliden til, at Joy Mogensen er i stand til at sikre, at vi fortsat har et rigt kulturliv efter krisen.” Ett avtal mellan regeringen, dess stödpartiet och Alternativet gav 437 miljoner DKK mellan 2021 och 2024 för att stärka kulturutbudet till barn och unga.
Joy Mogensen kallades 10 juni 2021 till samråd om radiostationen Radio Loud (en kanal som vunnit ett public service-kontrakt, men som hade mycket få lyssnare).
Den 15 augusti 2021 meddelade Mogensen i en facebookpost att hon önskade avgå som minister. Avgången skedde 16 augusti, då Mogensen ersattes av Ane Halsboe-Jørgensen. Mogensen var vald till folketingskandidat i Slagelse-kretsen i Själlands storkrets (där Roskilde ingår) inför följande folketingsval., men kom inte att ställa upp vid valet då hon lämnade politiken.